# Cemu
Cemu es un emulador de Nintendo Wii U para Windows y Linux, que desde su versión 2.0 se desarrolla vía código abierto bajo la licencia MPL. Su primera versión (1.0.0) fue lanzada el 13 de octubre del 2015.
Usualmente, recibe actualizaciones una vez cada dos o cuatro semanas, siendo los donantes (vía Patreon) los que reciben estas actualizaciones una semana antes que el público general.
A julio de 2020 sigue en fase de desarrollo, aunque ya ha logrado ejecutar varios juegos comerciales con fluidez. En enero del 2017 se reportó que Cemu podía ejecutar juegos a 4k de resolución con fluidez aceptable.

## Características técnicas
- Soporte para Amiibo
- Soporte para NFC
- Soporte para V-Sync
- Soporte para múltiples controles (Gamepads, hasta 8 controles)
- Soporte para actualizaciones y DLC de juegos
- Soporte para Pack de Gráficos (Graphics Packs); (480p; 720p; 1080p; 2K; 3K; 4K; 8K)
- Soporte para depuración
- Soporte para pantalla del control
- Emulación de audio.[4]

También es capaz de ejecutar imágenes cifradas de Wii U (WUD) y archivos RPX/RPL a 1080p, siempre que el juego los soporte. El emulador está en optimización constante y aún requiere de mucho trabajo: a la fecha enero de 2022 mueve varios juegos con un buen rendimiento, aunque ocasionalmente sufre largos tiempos de carga, deja de funcionar de forma inesperada y el soporte de audio es parcial, no soporta algunos efectos de sonidos.

## Requisitos del sistema
Inicialmente fue liberado solo para la plataforma Windows. A partir de la versión 2.0 en agosto del 2022, y tras la liberación del código fuente,  se liberaron las primeras builds para Linux.

## Nota
1. ↑  Se le corrigieron los fallos y funciona bien en la mayoría de los juegos con procesador Intel, aunque para ejecutar Cemu con este procesador el sitio oficial recomienda configurarlo para que funcione con el api Vulkan.[7]